# Jukkatip Pojaroen
Jukkatip Pojaroen (* 21. April 1985) ist ein ehemaliger thailändischer Sprinter, der sich auf den 400-Meter-Lauf spezialisiert.

## Sportliche Laufbahn
Erste internationale Erfahrungen sammelte Jukkatip Pojaroen im Jahr 2004, als er bei den Juniorenasienmeisterschaften in Ipoh mit 47,97 s im Halbfinale über 400 Meter ausschied und mit der thailändischen 4-mal-400-Meter-Staffel in 3:14,52 min die Bronzemedaille gewann. Im Jahr darauf schied er bei der Sommer-Universiade in Izmir mit 48,87 s in der Vorrunde über 400 Meter aus und verpasste mit der Staffel mit 3:11,28 min den Finaleinzug. Im November gewann er bei den Hallenasienspielen in Bangkok in 48,57 s die Bronzemedaille im Einzelbewerb hinter dem Iraner Mohammad Akefian und Jewgeni Meleschenko aus Kasachstan. Kurz darauf gewann er bei den Südostasienspielen in Manila in 3:10,53 min die Silbermedaille in der 4-mal-400-Meter-Staffel hinter dem Team von den Philippinen. 2006 sicherte er sich bei den Hallenasienmeisterschaften in Pattaya in 48,62 s die Silbermedaille hinter dem Omaner Mohamed Salim al-Rawahi und siegte in 3:15,53 min gemeinsam mit Banjong Lachua, Tulapong Sutaso und Supachai Phachsay im Staffelbewerb. Im Jahr darauf schied er bei den Studentenweltspielen in Bangkok mit 47,82 s im Semifinale über 400 Meter aus und gelangte mit der Staffel mit 3:09,71 min auf Rang sechs. Im Oktober gewann er bei den Hallenasienspielen in Macau in 47,40 s die Bronzemedaille hinter dem Chinesen Wang Liangyu und Prasanna Amarasekara aus Sri Lanka und mit der Staffel wurde er in 3:13,22 min Vierter. Im Dezember gewann er dann bei den Südostasienspielen in Nakhon Ratchasima in 46,64 s die Silbermedaille hinter dem Philippiner Julius Felicisimo Nierras und sicherte sich im Staffelbewerb in 3:08,25 min die Silbermedaille hinter dem malaysischen Team. 2008 klassierte er sich bei den Hallenasienmeisterschaften in Doha in 50,05 s den sechsten Platz über 400 Meter und im Jahr darauf gewann er bei den Hallenasienspielen in Hanoi in 3:11,07 min gemeinsam mit Chanatip Ruckburee, Supachai Phachsay und Suppachai Chimdee die Silbermedaille hinter dem Team aus Saudi-Arabien. Anschließend schied er bei den Asienmeisterschaften in Guangzhou mit 47,78 s im Vorlauf über 400 Meter aus und belegte mit der Staffel in 3:08,63 min den sechsten Platz. Im Dezember gewann er bei den Südostasienspielen in Vientiane in 47,53 s die Bronzemedaille hinter dem Malayen Mohd Zafril Mohd Zuslaini und Heru Astriyanto aus Indonesien und mit der Staffel siegte er dort in 3:08,40 min. Daraufhin beendete er seine aktive sportliche Karriere im Alter von 24 Jahren.
In den Jahren 2006 und 2008 wurde Pojaroen thailändischer Meister im 400-Meter-Lauf.

## Persönliche Bestleistungen
- 400 Meter: 46,65 s, 26. Juni 2008 in Nakhon Ratchasima
  - 400 Meter (Halle): 47,40 s, 31. Oktober 2007 in Macau (thailändischer Rekord)